# Zdíkov
Zdíkov är en ort i Tjeckien.   Den ligger i distriktet Okres Prachatice och regionen Södra Böhmen, i den sydvästra delen av landet, 120 km söder om huvudstaden Prag. Zdíkov ligger 731 meter över havet och antalet invånare är 1 616.
Terrängen runt Zdíkov är kuperad. Runt Zdíkov är det ganska tätbefolkat, med 104 invånare per kvadratkilometer. Närmaste större samhälle är Vimperk, 6,9 km öster om Zdíkov. I omgivningarna runt Zdíkov växer i huvudsak blandskog.